# Dirk Polder
Dirk Polder (Haia, 23 de agosto de 1919 — Irã, 18 de março de 2001) foi um físico neerlandês.
Foi, juntamente com Hendrik Casimir, o primeiro a prever a existência do que é atualmente conhecido como a força de Casimir-Polder, também referênciada como efeito Casimir ou força de Casimir. Também trabalhou sobre o tópico similar da propagação ded calor radiativo na nanoescala.

## Obituário
- Q. H. F. Vrehen, Dirk Polder, Levensberichten en herdenkingen (Koninklijke Nederlandse Akademie van Wetenschappen, 2002), pp. 57–63. ISBN 90-6984-343-9